# Cloître-Saint-Thégonnec
Cloître-Saint-Thégonnec é uma comuna francesa na região administrativa da Bretanha, no departamento Finisterra. Estende-se por uma área de 28,3 km². Em 2010 a comuna tinha 665 habitantes (densidade: 23,5 hab./km²).